# Pepa Merlo
María José Merlo Calvente (Pinos del Valle, Granada, 1969), que firma sus trabajos como Pepa Merlo, es una filóloga y escritora española especializada en Federico García Lorca y en la poesía escrita por mujeres en la primera mitad del siglo XX.

## Trayectoria
Tras licenciarse en Filología Hispánica por la Universidad de Granada, se inició en la creación literaria publicando cuentos en las antologías Cuentos del Alambre (2004) y Cuento vivo de Andalucía (2006), Pequeñas Resistencias. Antología del nuevo cuento español (2010), así como en las revistas Extramuros, Letra Clara, El Maquinista de la Generación, Campo de Agramante. Revista de Literatura...
En 2008 apareció su libro de cuentos Todos los cuentos, el cuento (Diputación de Cádiz) y en 2009 la novela testimonial El haza de las viudas (Espuela de Plata. Sevilla: Renacimiento. 2009) prologada por Almudena Grandes y con diseño de Juan Vida.
En 1999 comenzó a trabajar en la casa museo de García Lorca Huerta de San Vicente, especializándose en la poesía de dicho autor. En 2016 se doctoró cum laude con una tesis sobre la última poesía de García Lorca, trabajo por el que la Universidad de Granada le otorgó el Premio Extraordinario de Doctorado. En 2018 publicó la edición crítica del Diván del Tamarit en la editorial Cátedra.
Desde 2016 es colaboradora extraordinaria del Departamento de Literatura Española de la Universidad de Granada. Es profesora en el Máster de Formación del Profesorado en Educación Secundaria Obligatoria, Bachillerato, Formación Profesional y Enseñanza de Idiomas, en la especialidad de Lengua y Literatura, de la Universidad Internacional de Valencia (VIU) y del Máster de Creación Literaria de la Universidad Internacional de Valencia (VIU) y el Grupo Planeta.
En 2010, publicado por la Fundación José Manuel Lara, apareció Peces en la tierra. Antología de mujeres poetas en torno a la Generación del '27, donde se incluyen poemas de veinte autoras, muchas de ellas desconocidas hasta el momento, más un estudio preliminar. El título está tomado de la obra de una de las antologadas, Margarita Ferreras, Pez en la tierra, a quien ha querido rendir homenaje. Este trabajo evidenció el silencio que se ha ejercido sobre las autoras y fue un trabajo seminal para ediciones de poetas olvidadas, artículos, tesis, documentales..., para, en definitiva, destapar toda una parte de la historia de la literatura que ha sido ocultada. Este libro constató la necesidad de investigar, descubrir y presentar a esas autoras y a todas aquellas que a lo largo de la historia, con mayor o menor dificultad, han ejercido su trabajo, trabajo silenciado o relegado a un segundo plano detrás de un seudónimo masculino o del nombre del esposo.
En 2018 la editorial Renacimiento (Sevilla) en su colección Espuela de Plata reeditó la primera novela de la autora catalana Elisabeth Mulder, Una sombra entre los dos, con edición y prólogo de Pepa Merlo. En 2020 aparecerá en la misma editorial, editada y prologada por Pepa Merlo, la novela inédita de Elisabeth Mulder, El retablo de Salomé Amat.
Como crítica literaria sus artículos han aparecido en la Revista Crítica Literaria Latinoamericana, Letral. Revista de Estudios Transatlánticos de Literatura, Cuadernos Hispanoamericanos, etc... 
Publica una columna semanal de opinión en el diario Granada Hoy bajo el epígrafe «Ojo de Pez».
Pepa Merlo es aficionada a la fotografía, gusto que se refleja en su literatura.
Desde 2011 junto a Moncho Otero, Rafa Mora y el pianista Juan Antonio Loro, representan el espectáculo poético-musical Versos de otro tiempo, sobre las poetas del '27. Han actuado en el Festival de Poesía Cosmopoética de Córdoba, en el Festival de poesía PoeMad de Madrid, en el Casino de la Exposición de Sevilla dentro del ciclo poético de la Casa de los Poetas, en El Centro Generación del '27 de Málaga, en el Festival de Música Barnasants, en el Festival Abril para Vivir, de Almuñécar, en Granada, etc.
En 2017 homenajearon en el Centenario de Gloria Fuertes a la poeta, en Madrid dentro de PoeMad, con el espectáculo: «Escribo como escribo. Deshaciendo lo injusto,Gloria Fuertes».
En 2021, y junto a otras tres socias, fundó la editorial El Envés, especializada en poesía y narrativa.
En 2022 aparece Con un traje de luna, donde mantiene la línea de investigación de Peces en la tierra, en torno a las mujeres poetas de la primera mitad del siglo XX.